# 伊凯尔瓦尔
伊凯尔瓦尔，是匈牙利沃什州所辖的一个村，总面积35.34平方公里，总人口1830，人口密度51.8人/平方公里（2010年1月1日）。